# شهرستان هریسون (میسیسیپی)
شهرستان هریسون، میسیسیپی (به انگلیسی: Harrison County, Mississippi) یک سکونتگاه مسکونی در ایالات متحده آمریکا است که در ایالت میسیسیپی واقع شده‌است.